# Lejos de ti (serie de televisión)
Lejos de ti fue una serie de televisión española e italiana coproducida por Mediaset España y Cross Production. Protagonizada por Megan Montaner, Alessandro Tiberi, Rosario Pardo y Pepón Nieto. La serie se emitió por Canale 5 en Italia del 9 al 30 de junio de 2019 y por Telecinco en España del 8 de abril al 20 de mayo de 2020.

## Argumento
Candela Montero (Megan Montaner) es una joven sevillana de 30 años espontánea, pasional y con alma de artista; y Massimo Salvatori (Alessandro Tiberi), un romano de 34 años serio, cabal, taciturno y con una vida bien planificada, se conocen casualmente en un aeropuerto. Su primer encuentro es un cúmulo de despropósitos que deja en evidencia las diferencias entre ambos. Sin embargo, de vuelta a sus respectivos países no dejarán de pensar el uno en el otro.
La evocación de ese recuerdo llegará a ser tan obsesiva que desencadenará un extraño fenómeno: cada uno se aparecerá en la vida del otro bajo la forma de 'visiones' en las más insospechadas y delirantes situaciones, pretendiendo dar su opinión e influir en sus decisiones. ¿Y qué significan estas 'visiones'? ¿Se trata de… fantasmas? ¿Son productos de una enfermedad mental? ¿O quizás… será el amor el que está revolucionando las vidas de ambos? Candela y Massimo querrán que las 'visiones' desaparezcan pero, al mismo tiempo, sentirán que no pueden vivir sin ellas.

## Reparto

### Protagonista
- Megan Montaner – Candela Montero
- Alessandro Tiberi – Massimo Salvatori

#### Con la colaboración especial de
- Pepón Nieto – Ramón
- Rosario Pardo – Rosario
- Carlos Librado – Chino
- Celia de Molina – Anna
- Roberto Campillo – Pepe
- Mariola Fuentes – Ignacia Valverde
- Valeria Bilello – Francesca
- Teco Celio – Pietro
- Pamela Villoresi – Bice
- Julián Villagrán – Padre Fulgencio (Episodio 2; Episodio 4; Episodio 6)
- Marisol Membrillo – Maribel, maestra de Pepe (Episodio 2 - Episodio 3)

## Temporadas y episodios
| Temporada | Temporada | Episodios | Estreno            | Final              | Audiencia media | Audiencia media | Audiencia media |
| Temporada | Temporada | Episodios | Estreno            | Final              | Espectadores    | Cuota           |                 |
| --------- | --------- | --------- | ------------------ | ------------------ | --------------- | --------------- | --------------- |
|           | 1         | 7         | 8 de abril de 2020 | 20 de mayo de 2020 | 1 716 000       | 11,8%           |                 |

1. ↑  Nota: En Italia la serie tuvo cuatro capítulos de 120 minutos de duración aproximadamente (alrededor de 2 horas). En cambio, en España tuvo 7 capítulos con 70 minutos de duración (alrededor de 1 hora y 15 minutos).

### Primera temporada (2020)
| N.º (serie) | Título                | Director(es)     | Guionista(s)                                                        | Fecha de emisión    | Audiencia         |
| ----------- | --------------------- | ---------------- | ------------------------------------------------------------------- | ------------------- | ----------------- |
| 1           | «Hasta mañana»        | Iván Silvestrini | Marco Tiberi y Bárbara Alpuente                                     | 8 de abril de 2020  | 2 465 000 (14,6%) |
| 2           | «Quédate lejos de mi» | Iván Silvestrini | Marco Tiberi y Bárbara Alpuente                                     | 15 de abril de 2020 | 1 941 000 (12,7%) |
| 3           | «Llenar un vacío»     | Iván Silvestrini | Marco Tiberi, Bárbara Alpuente, Federico Lunadei y Marzio Paoltroni | 22 de abril de 2020 | 1 727 000 (11,8%) |
| 4           | «Llegadas»            | Iván Silvestrini | Marco Tiberi, Bárbara Alpuente, Federico Lunadei y Marzio Paoltroni | 29 de abril de 2020 | 1 664 000 (11,4%) |
| 5           | «Salidas»             | Iván Silvestrini | Marco Tiberi, Bárbara Alpuente, Federico Lunadei y Marzio Paoltroni | 6 de mayo de 2020   | 1 581 000 (11,7%) |
| 6           | «Sí, llamando»        | Iván Silvestrini | Marco Tiberi, Bárbara Alpuente, Federico Lunadei y Marzio Paoltroni | 13 de mayo de 2020  | 1 290 000 (10,9%) |
| 7           | «Volvemos a empezar»  | Iván Silvestrini | Marco Tiberi, Bárbara Alpuente, Federico Lunadei y Marzio Paoltroni | 20 de mayo de 2020  | 1 345 000 (9,6%)  |